# 広島電鉄70形電車
広島電鉄70形電車（ひろしまでんてつ70かたでんしゃ）は、広島電鉄の路面電車である。
3車体8軸の全鋼製連節車で、1959年デュワグ(DUEWAG)社製。1982年に西ドイツのドルトムント市電（ドルトムント都市事業  Dortmunder Stadtwerke AG）より移籍した。76、77 の2編成が存在したが、77 は2006年1月に廃車解体。76 は2012年7月から2013年3月まで、旧マダムジョイ千田店（現マックスバリュ千田店）の敷地でイートインスペースとして使われた（後述）。

## 概要
1977年の運行開始65年記念を機に、日本国外の車両を導入する話が浮上。ドルトムント市電が地下線新設のため車両更新した際、余剰になった8軸連節車のGT8形2編成を1981年に購入した。広島での使用条件に合うように冷房改造などを行い、翌年より運用を開始した。
本形式は当時、西ドイツ国内向けに大量製造されたデュワグカーの一つであるが、
- 多段式直接制御であること…点検整備は車体外部の点検蓋から行う構造。また、他車とはノッチ進段が逆回しである。
- 駆動方式が標準のモノモーター式の直角カルダン駆動ではなく、釣り掛け駆動を採用している。

といった特徴がある。
こうした特徴を有するものはこれ以外には数例しかない。また、片運転台・片側面ドア方式が主流のドイツにおいて両運転台・両側面ドア式というのも少数派である。
1984年に広島電鉄がグローリア賞を受賞した際、この車両を導入したことも理由に含まれていた。

### 運用
当初は荒手車庫に在籍し、宮島線直通用で使用されていた。
しかし、高速走行時に振動が発生するなどの問題が発生。また、運転取扱上の違いが多く、保守整備に際しても支障する点が多いことから、3700形以降の新型直通車が増えると、あまり使用されなくなった。
その後、1994年に市内線の輸送力強化のために千田車庫に転属し、5号線（比治山線）でラッシュ時に使用された。
しかし、市内線に3000形が転属してきたため1998年からは再び使用されなくなり、77は部品取り用として長期留置の後2006年1月に廃車解体された。その後は76のみが残り、運転台を広島電鉄仕様に改修の上車内にテーブルやカーテン、マイクを設置して「ビール電車」などの貸切専用車となっていたが、老朽化が進んでいることや部品の調達が困難になりつつあることから、2008年以降は営業運転を行っていなかった。営業休止後は、当初は荒手車庫に、その後移動され江波車庫の奥で保管・保存状態になっていた。

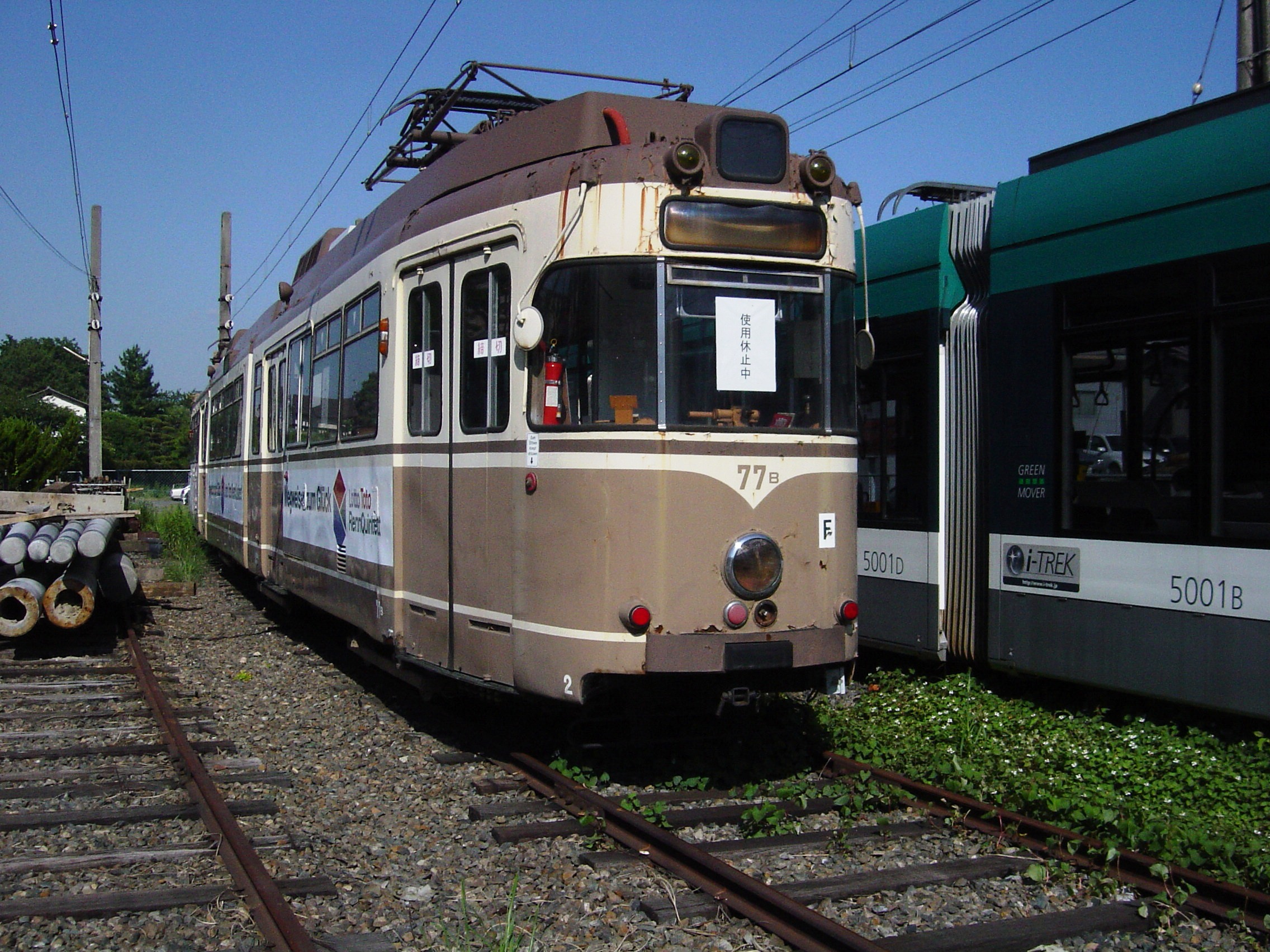
77　荒手車庫（廃車前・許可を得て撮影） 2004年6月撮影
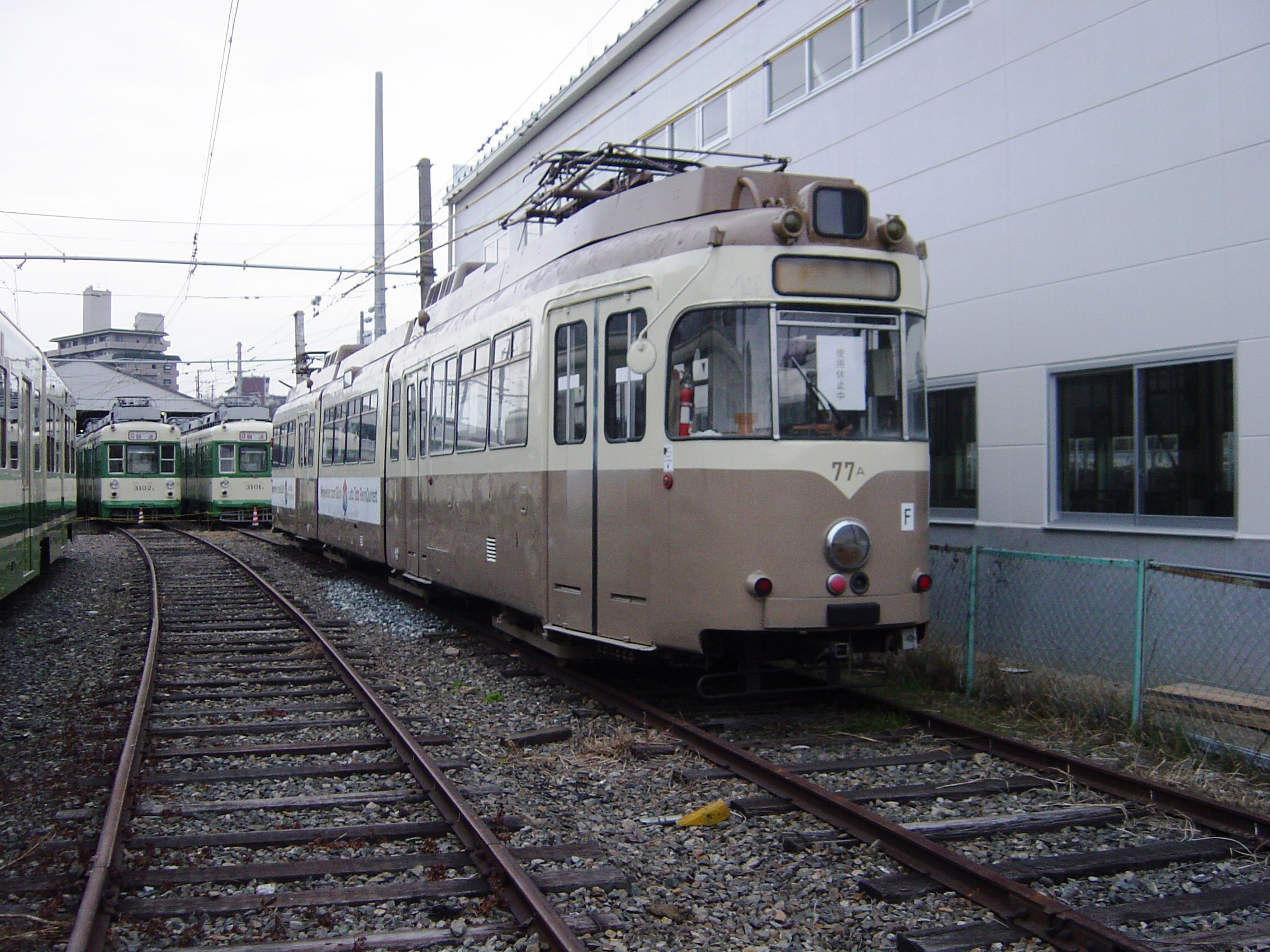
77　荒手車庫（廃車前・許可を得て撮影） 2005年1月撮影

## 各車状況
76
ドルトムント時代からの銀を基調としたドイツの地ビールの広告塗装のままで、市内線運用には主にこの車両が使われた。2004年頃からは貸切専用車として使用され、2008年まで運行された。2012年7月以降は、広島電鉄本社横にあった旧マダムジョイ千田店（現マックスバリュ千田店）の敷地でイートインスペース「トランヴェール・エクスプレス」になっていた（詳細は後記）。
77
ドルトムントの路面電車の標準塗装で、窓下にドイツの宝くじの広告が貼られていた。旧車番は80だったが、76と連番にするため77に改番された。市内線運用は76の予備扱いだったが、晩年の運用では比較的多く使用された。運用終了後しばらくして台車に亀裂が見つかり休車状態となる。2005年1月に車体外部が再塗装されたが、元の色よりも明るくなり、窓下と裾周りの細帯がなくなるなど塗り分けも異なるものになった。最終的には5100形などの車両増加による車庫スペース確保のために2006年1月に廃車解体され、台車など一部の部品は76の予備品として残された。
| 広電時代車番 | ドルトムント 時代車番 | ドルトムント での竣工 | 広電での竣工 | 備考 |
| 76           | 76                    | 1959年                | 1982年10月   | 2012年7月11日より広島電鉄本社ビル隣のスーパーマーケットでイートインスペースとして活用、現在はジ アウトレット広島で保存。 |
| 77           | 80                    | 1959年                | 1982年10月   | 2006年1月廃車解体 |

## トランヴェール・エクスプレス
2012年5月11日、広島電鉄100周年記念事業の一環として 76 の引退と、同年7月より本社横の広島電鉄系列であったスーパーマーケット「マダムジョイ千田店（現マックスバリュ千田店）」でイートインスペースになることが公表された。その後、同月31日に、旧マダムジョイ千田店にレストラン電車「トランヴェール・エクスプレス」がオープンすること、保存される旧マダムジョイ千田店内のレストラン「ビストロ・トランヴェール」のオープン、近くの広電本社前電停をヨーロッパ風に改装することなどが発表された。また、レストラン電車として緑色を基調とした外観に塗装されたイメージ図が掲載された。
同年7月11日に開店。レストラン化に際し、外装色を緑色を基調とした物に変更。一方の運転台を撤去し、貸し切りスペース『LUXE』になっていた。。
しかし、広島電鉄百周年事業終了を理由に、オープンからわずか8ヶ月余りの2013年3月30日で閉店となった。その後、2017年5月に広島電鉄が開発主体の「西風新都グリーンフォートそらの」に建設中のイオンモール「ジ アウトレット広島」に譲渡が決まり、これを記念してレストランの復活営業も行われた。

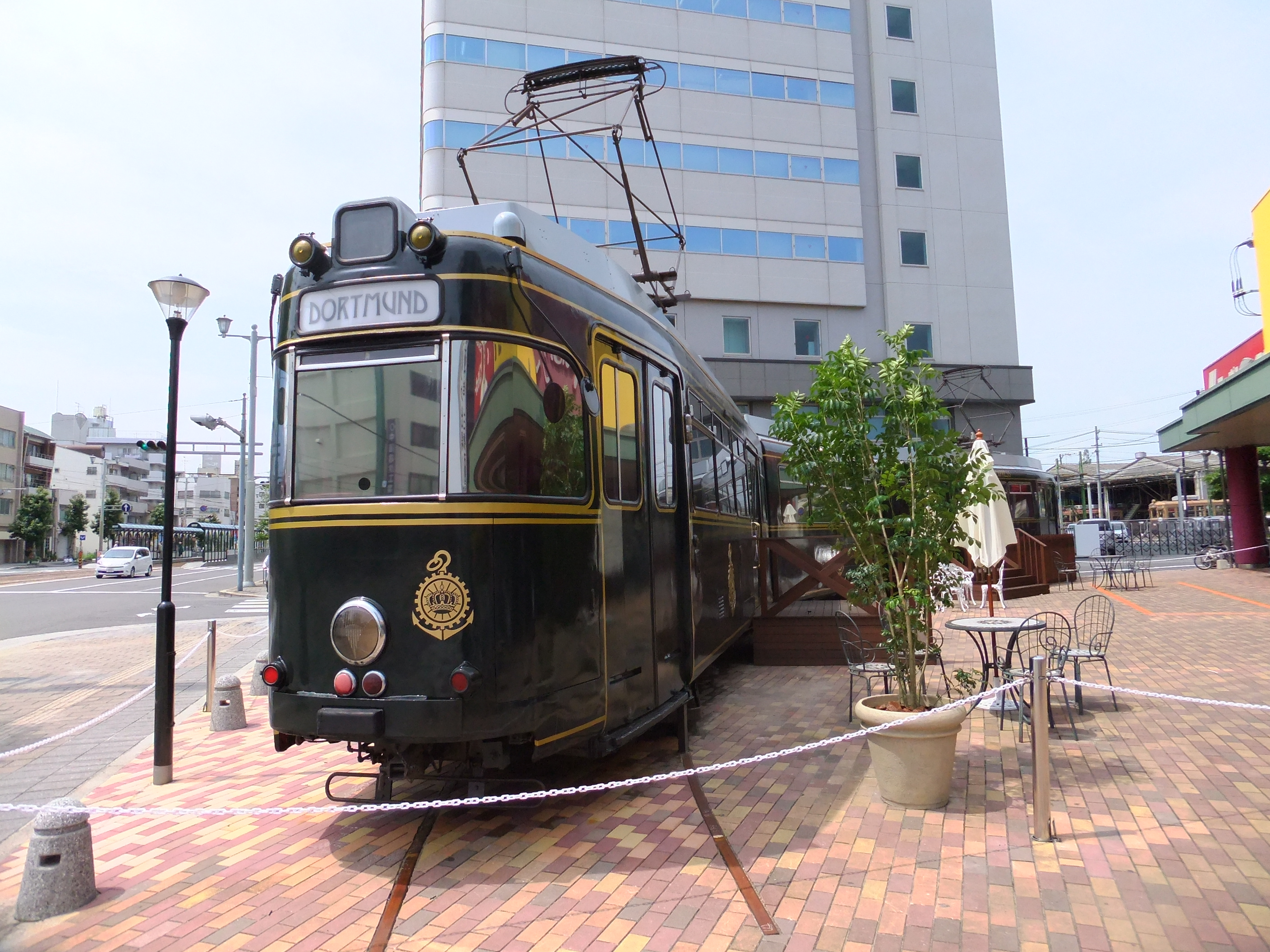
トランヴェール・エクスプレス 敷地内より。広電本社横にある
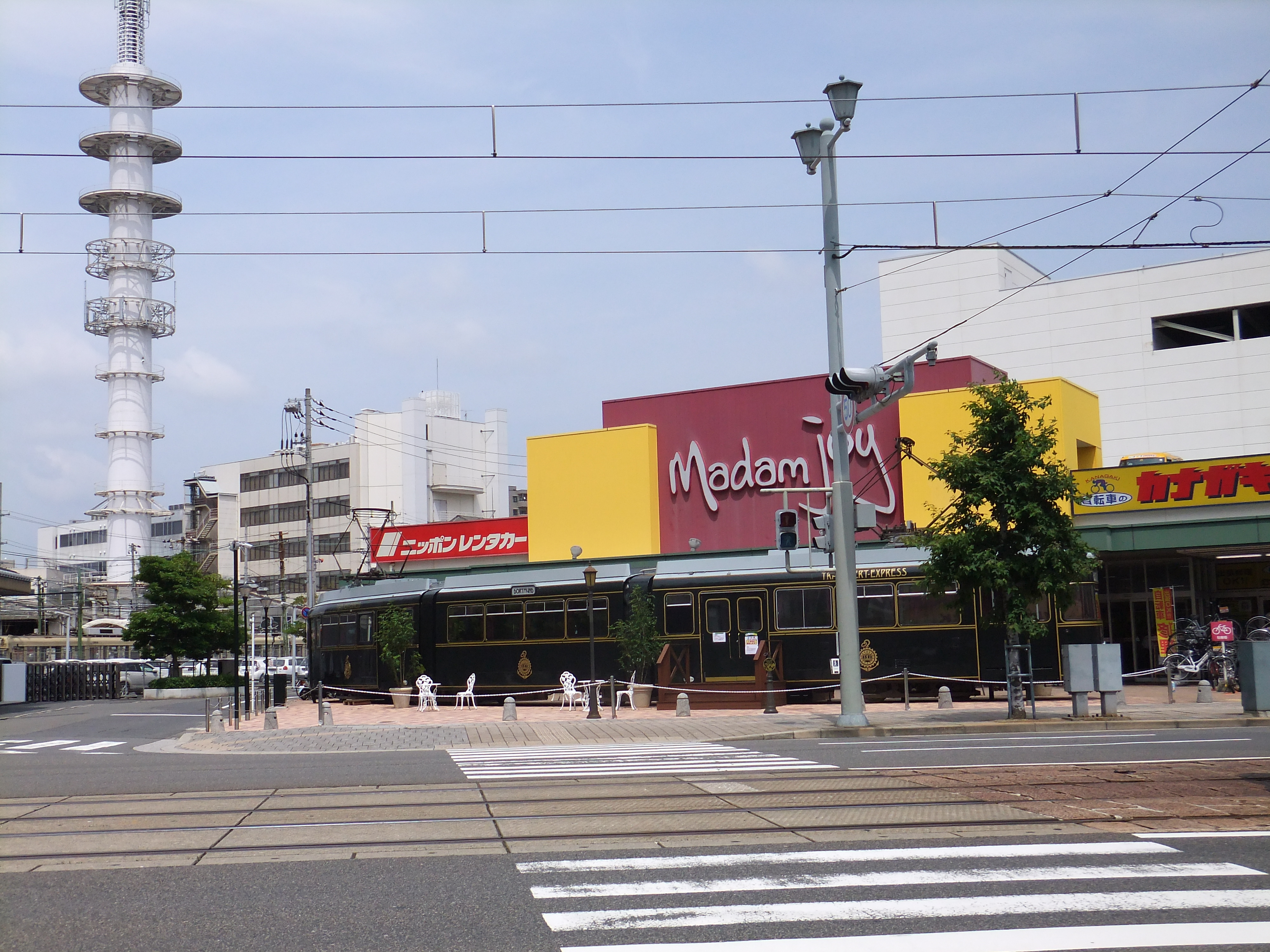
トランヴェール・エクスプレス 敷地外より。スーパー正面にある
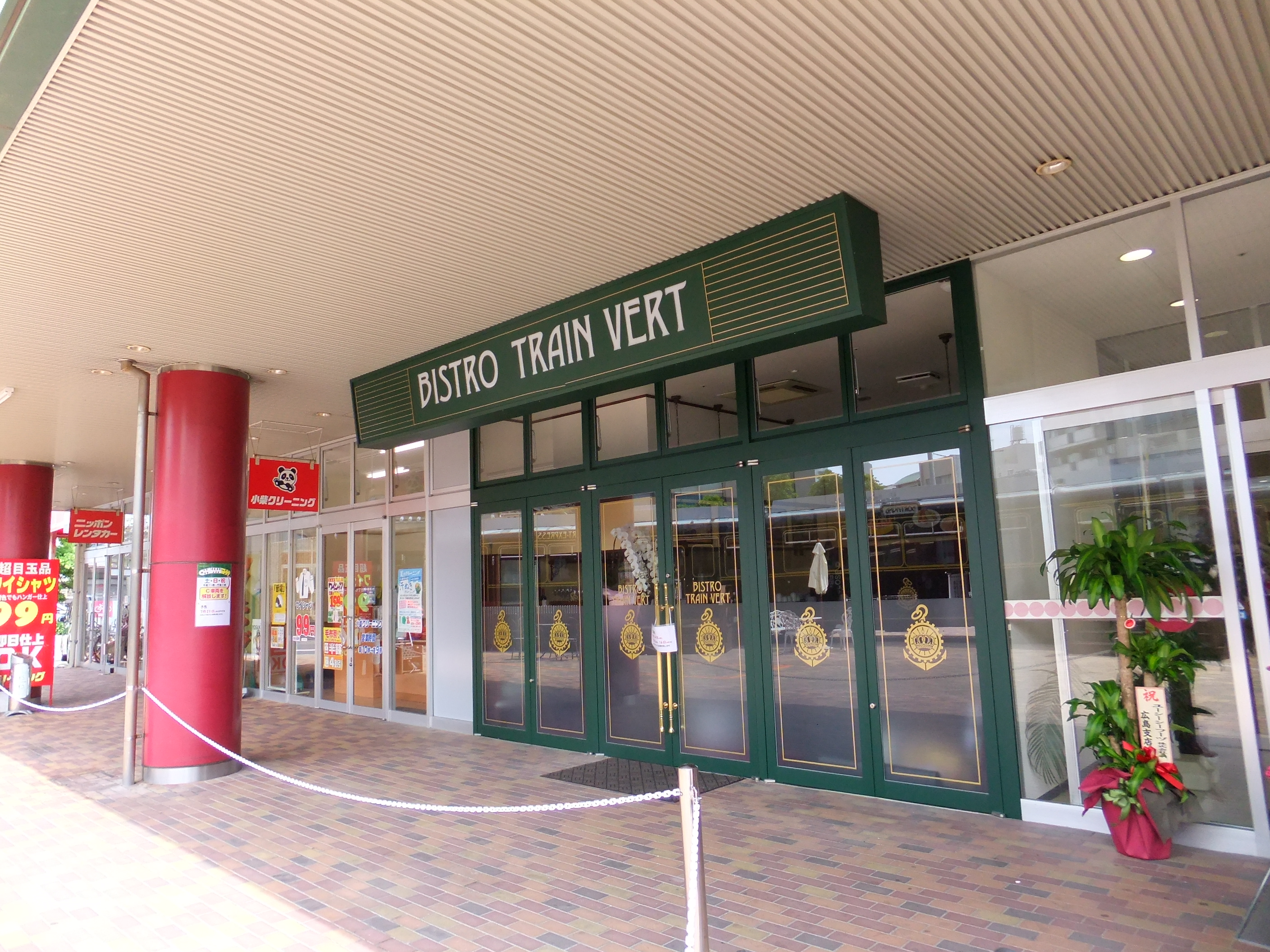
ビストロ トランヴェール 食事はここで調理されていた
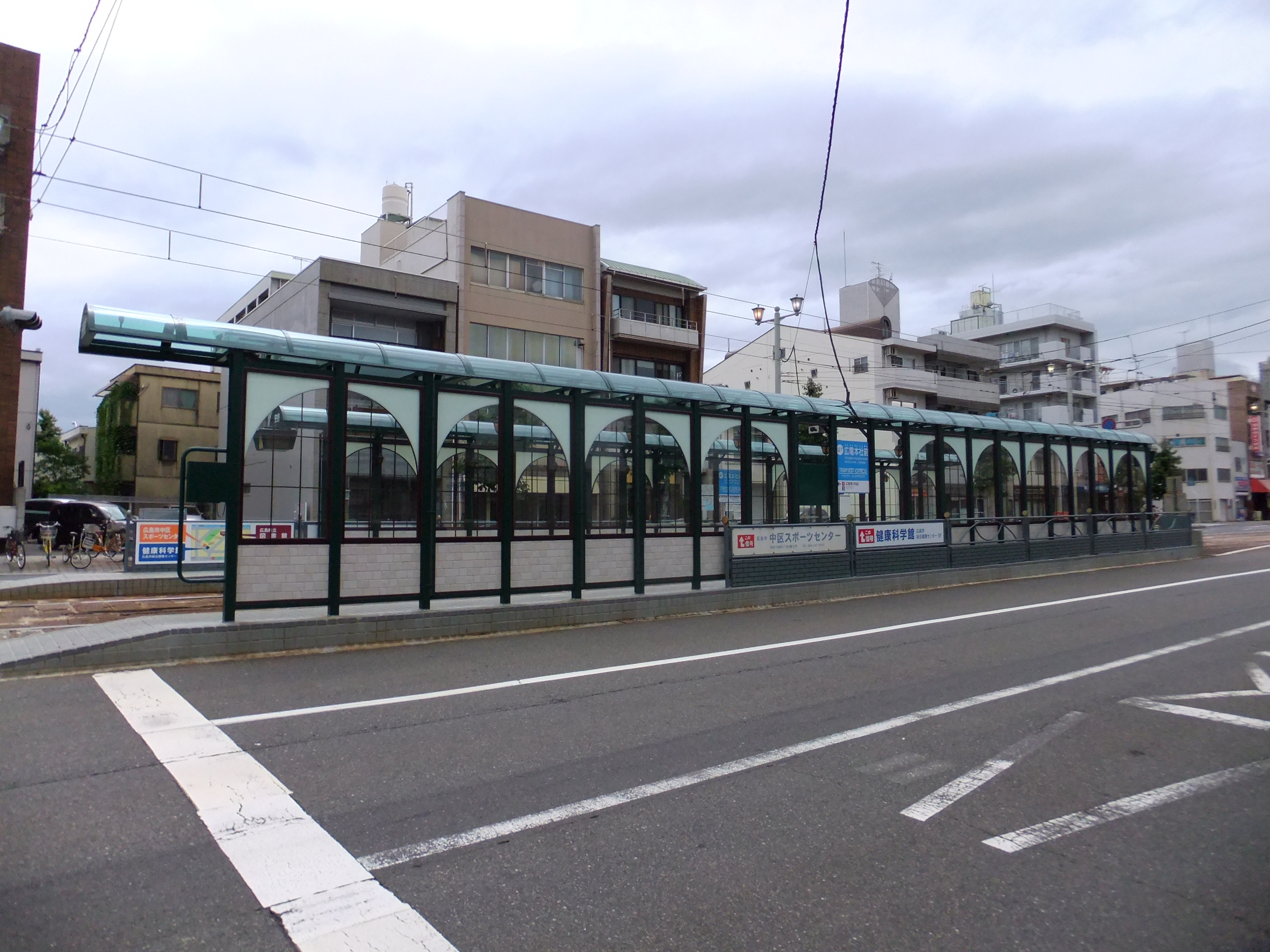
広電本社駅 改装され、愛称もトランヴェール・エクスプレスになった

## 現状
イオンモール「ジ アウトレット広島」は2018年4月27日に開業したが、1F ライフデザインフロアの｢ステーションコート｣で、参加型プロジェクションマッピング『ワープする路面電車』というイベントの舞台として使用されている。

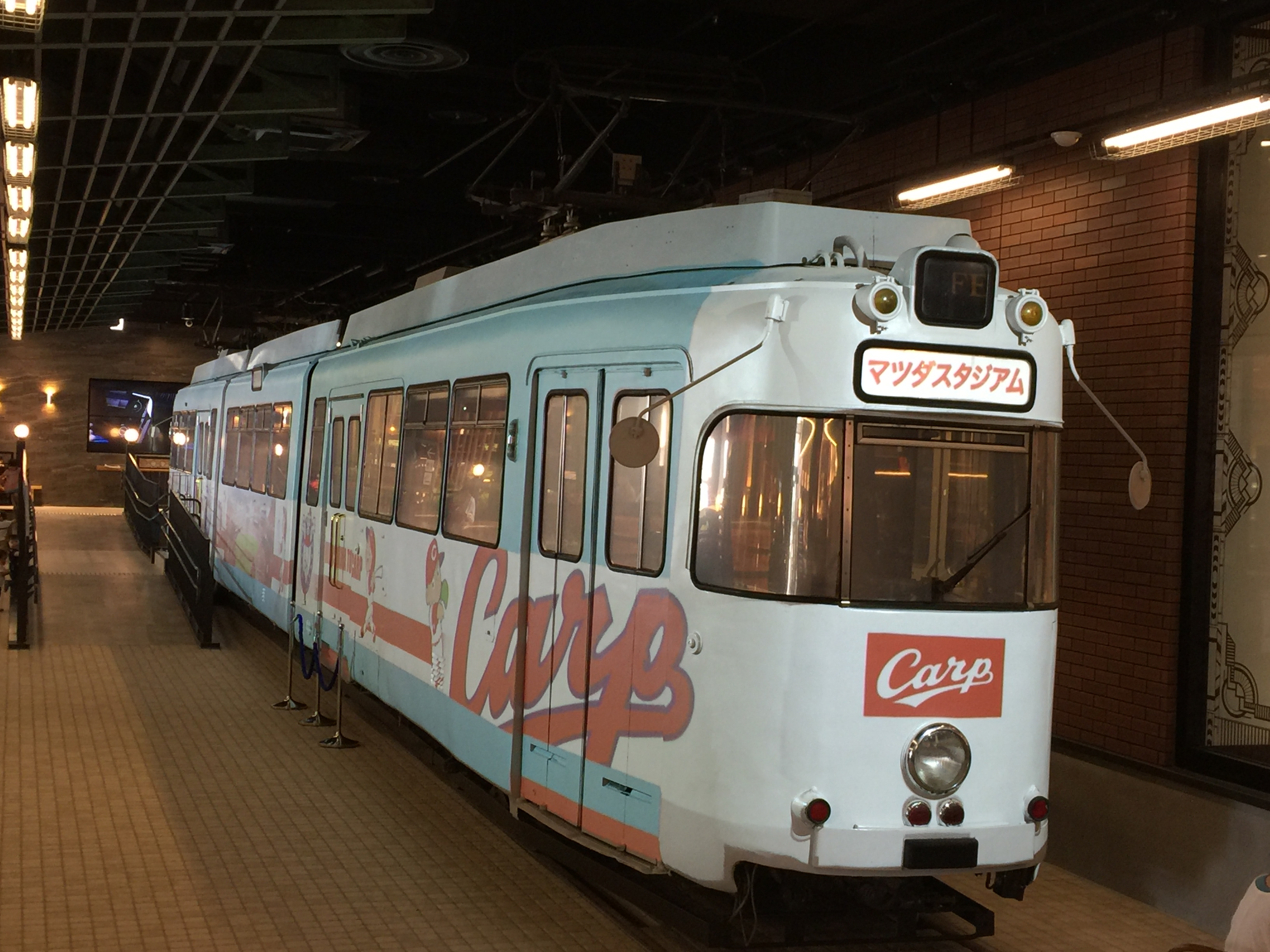
ジ・アウトレット広島におけるドルトムント電車のプロジェクションマッピング（広電電車風カープラッピング）
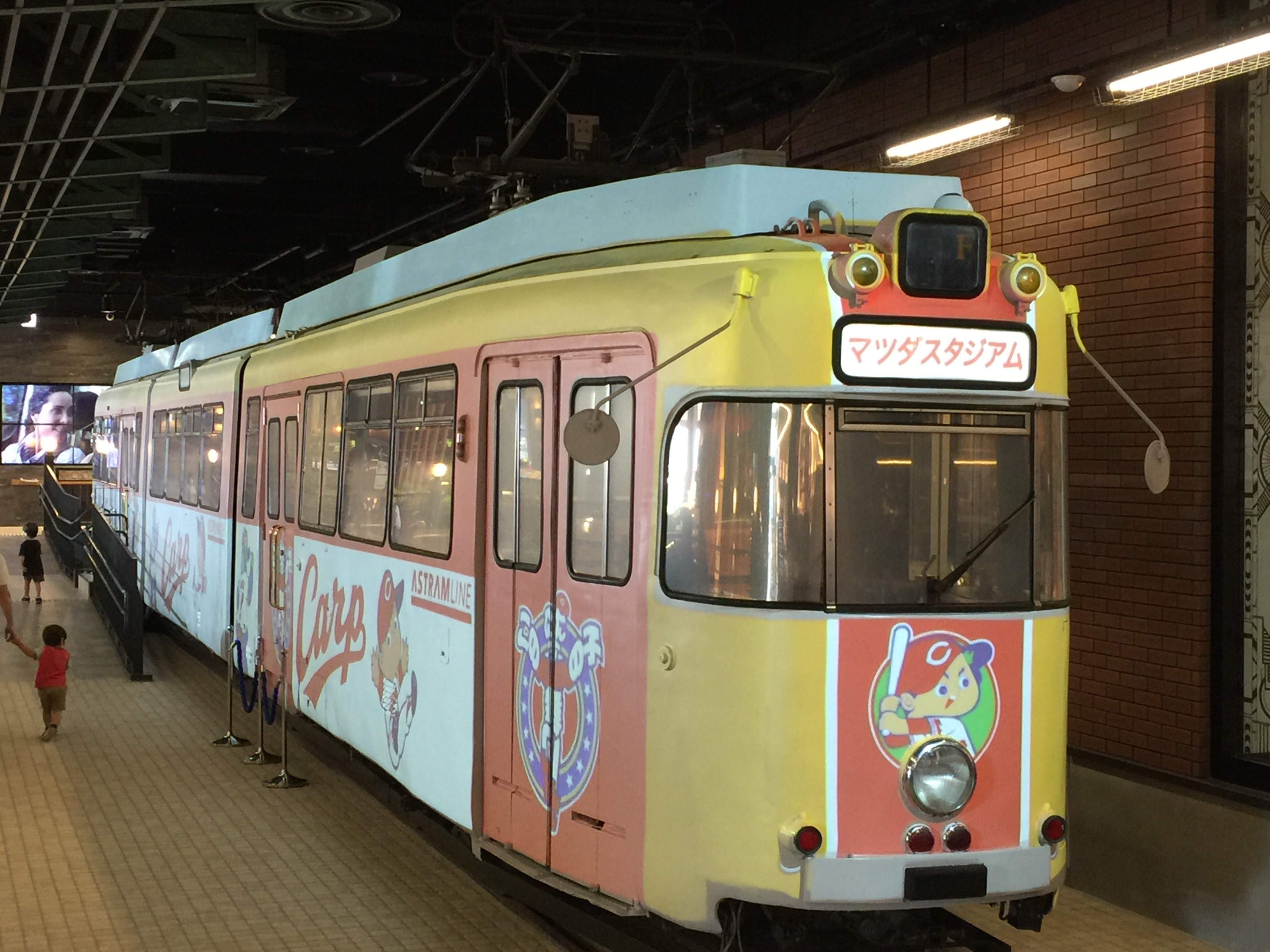
ジ・アウトレット広島におけるドルトムント電車のプロジェクションマッピング（アストラムライン電車風カープラッピング）